# Gerbilliscus paeba
Gerbilliscus paeba — вид гризунів родини мишевих (Muridae).

## Таксономічні примітки
Таксон перенесено від Gerbillurus до Gerbilliscus.

## Поширення
Ангола, Намібія, Зімбабве, Ботсвана, Мозамбік, ПАР.